# Breakout (együttes)
A Breakout egy lengyel együttes, mely 1968. február 1-jén alakult Varsóban. Főként blues rockot játszottak, első nagy slágerük a Gdybyś kochał, hej! című szám volt. 1973 és 1975 között a Szovjetunióban, Angliában és Hollandiában turnéztak. 1982-ben oszlottak fel, amikor Tadeusz Nalepa szólókarrierbe kezdett.

## Tagok
- Tadeusz Nalepa (gitár, vokál)
- Mira Kubasińska (vokál, 1968-70, 1976-79)
- Krzysztof Dłutowski (orgona, 1968)
- Janusz Zieliński (basszus, 1968)
- Józef Hajdasz (dob, 1968-74)
- Michał Muzolf (basszus, 1968-69)
- Włodzimierz Nahorny (szaxofon, furulya, 1969)
- Piotr Nowak (basszus, 1969)
- Józef Skrzek (basszus, 1970)
- Jerzy Goleniewski (basszus, 1970-75)
- Jan Izbiński (vokál, 1971)
- Dariusz Kozakiewicz (gitár, 1971)
- Tadeusz Trzciński (harmonika, 1973)
- Stefan Płaza (dob, 1973)
- Winicjusz Chróst (gitár, 1974)
- Zdzisław Zawadzki (basszus, 1974)
- Wojciech Morawski (dob, 1974)
- Marek Surzyn (dob, 1974)
- Zbigniew Wesołowski (dob, 1975)
- Bogdan Lewandowski (zongora, orgona, 1975)
- Bogdan Kowalewski (orgona, 1975)
- Zbigniew Wypych (basszus, 1976)
- Andrzej Tylec (dob, 1976-79)
- Roman Wojciechowski (vokál, 1978-79)
- Krystian Wilczek (basszus, 1979)

## Lemezeik
- Na drugim brzegu tęczy (1969)
- 70a (1970)
- Blues (1971)
- Karate (1972)
- Kamienie (1974)
- NOL (1976)
- Żagiel ziemi (1979)
- ZOL (1979)